# De Kuijser

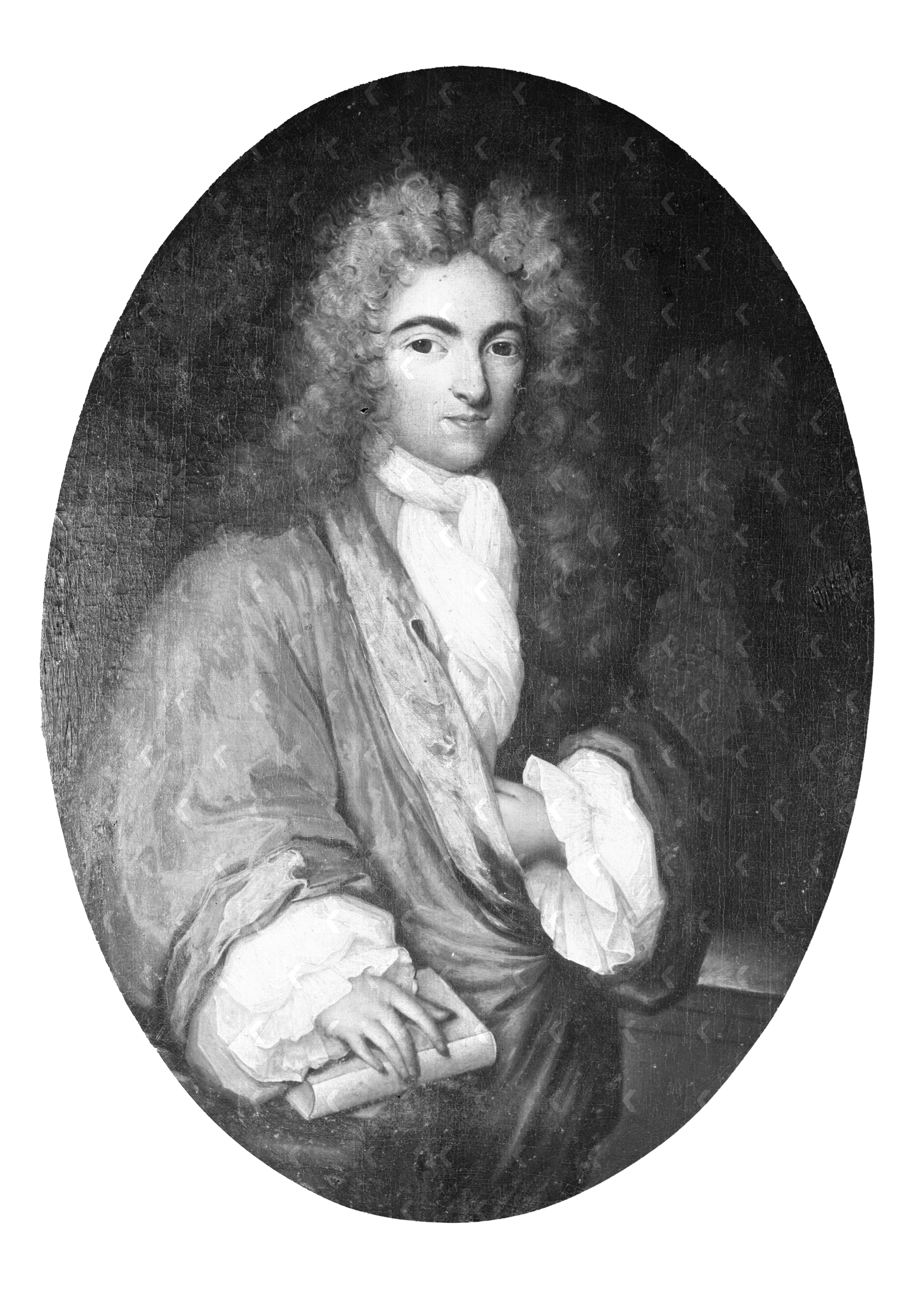
Mr. Hendrik de Kuijser (1675-1722)

De Kuijser (ook geschreven De Kuyser of De Kuiser) was een Nederlands regentengeslacht uit Middelburg.
Telgen uit dit geslacht:
- Jacob de Kuijser (1594-1665), burgemeester, schepen en raad van Middelburg
  - Simson de Kuijser (1643-1677), schepen en raad van Middelburg
    - Dr. Hendrik de Kuijser (1675-1722), secretaris van de rekenkamer van Zeeland en raad van Middelburg
- Jacob de Kuijser (1632-1710), Kieser van Middelburg (1677-1710)
  - Johan de Kuijser (1674-1730), schout der stadsambachten van Middelburg
  - Mr. Jacob de Kuijser (1677-1719), burgemeester, raad en schepen van Middelburg. Waardijn van de grafelijke munt van Zeeland (1708-1717)

## Wapen
In rood een dwarsbalk vergezeld van drie St. Jacobsschelpen (Pecten jacobaeus), alles zilver. Het voorkomen van Pecten-schelpen op familiewapens kan duiden op een voorvader die in de Middeleeuwen op bedevaart naar het graf van St Jacob is geweest, maar de schelpen werden ook gebruikt voor de bekoring van de fraaie vorm.